# Cryphia dolopis
Cryphia dolopis là một loài bướm đêm trong họ Noctuidae.